# Mirosław Nesterowicz
Mirosław Nesterowicz (ur. 1942) – polski prawnik, profesor nauk prawnych, profesor zwyczajny Uniwersytetu Mikołaja Kopernika w Toruniu, specjalista w zakresie prawa cywilnego i prawa medycznego.

## Życiorys
W 1964 ukończył studia prawnicze na Wydziale Prawa i Administracji Uniwersytetu Mikołaja Kopernika w Toruniu. W 1982 uzyskał tytuł naukowy profesora nauk prawnych. Został profesorem zwyczajnym Uniwersytetu Mikołaja Kopernika w Toruniu. Pełnił funkcję kierownika Katedry Prawa Cywilnego i Międzynarodowego Obrotu Gospodarczego WPiA UMK. Był skarbnikiem Towarzystwa Naukowego w Toruniu.

## Wybrane publikacje
- Prawo medyczne : komentarze i glosy do orzeczeń sądowych (2014, 2017)
- Odpowiedzialność biur podróży a ochrona klientów w prawie polskim i Unii Europejskiej (red. nauk., 2013)
- Czyny niedozwolone w prawie polskim i prawie porównawczym : materiały IV Ogólnopolskiego Zjazdu Cywilistów, Toruń, 24-25 czerwca 2011 r. (red. nauk. 2012)
- Ustawa o prawach pacjenta i Rzeczniku Praw Pacjenta : komentarz (red. nauk., 2009)
- Prawo medyczne (1996, 1998, 2000, 2001, 2004, 2005, 2010, 2012, 2013, 2016)
- Prawo turystyczne (1993, 1999, 2003, 2006, 2007, 2009, 2012, 2016)
- Prawo cywilne USA (1999)
- Kodeks cywilny : ustawa o księgach wieczystych i hipotece z komentarzem do zmian ustawodawczych w latach 1990-1995 (1996)
- Kodeks cywilny : ustawa o księgach wieczystych i hipotece z komentarzem do zmian ustawodawczych w latach 1990-93 (1993)
- Odpowiedzialność cywilna zakładu hotelarskiego (współautor: Andrzej Rembieliński, 1986, 1995)
- Ochrona prawna nabywcy pojazdu mechanicznego z wadami (1979, 1988)
- Odpowiedziałność cywilna biur podróży (1974)
- Kontraktowa i deliktowa odpowiedzialność lekarza za zabieg leczniczy (1972)[1]